# 前景
《前景》杂志（Prospect Magazine），又译作《展望》、《期望》，是一份面向普通大众（general-interest magazine）的英国杂志，专门报道政治、经济和时事，主题包括英国、欧洲和美国的政治、社会问题、艺术、文学、电影、科学、媒体、历史、哲学和心理学等。它的特点是既有长篇分析文章、第一人称报道、单页专栏，又有较短的、奇特的项目。
这份杂志于1995年10月由时任《金融时报》资深通讯员戴维·古德哈特（David Goodhart）和董事长德里克·库姆斯（Derek Coombs）共同创办并发行。古德哈特在担任《金融时报》波恩记者报道德国统一的同时，想到了制作一本以散文为基础（essay-based）的面向普通大众的月刊——这种形式在当时的英国还是鲜为人知的。